# جاكلين ديتريش
جاكلين ديتريش (بالألمانية: Jacqueline Dietrich)‏ هي دراجة ألمانية، ولدت في 10 أكتوبر 1996.

## وصلات خارجية
- جاكلين ديتريش على موقع الاتحاد الدولي للدراجات (الإنجليزية)
- جاكلين ديتريش على موقع أرشيف الدراجات (الإنجليزية)
- جاكلين ديتريش على موقع إحصائيات الدراجات الإحترافية (الإنجليزية)